# Omar Santana
Omar Santana Cabrera (Las Palmas de Gran Canaria, 14 aprile 1991) è un calciatore spagnolo, centrocampista del San Fernando CD.

## Carriera
Ha giocato nella prima divisione polacca e in quella cipriota.

## Palmarès

### Club

#### Competizioni nazionali
- Campionato polacco di seconda divisione: 2

Miedź Legnica: 2017-2018